# Cyclosorus tonkinensis
Cyclosorus tonkinensis är en kärrbräkenväxtart som först beskrevs av Carl Frederik Albert Christensen, och fick sitt nu gällande namn av L.J.He och X.C.Zhang. Cyclosorus tonkinensis ingår i släktet Cyclosorus och familjen Thelypteridaceae. Inga underarter finns listade.